# Badminton-Weltmeisterschaft für Behinderte 2013
Die IX. Badminton-Weltmeisterschaft für Behinderte, offiziell BWF Para-Badminton World Championships 2013, fand vom 7. bis zum 10. November 2013 in Dortmund statt. 

## Wettbewerbe
| Disziplin    | Klasse    | Gold                                           | Silber                                | Bronze                                       | Bronze                                       |
| ------------ | --------- | ---------------------------------------------- | ------------------------------------- | -------------------------------------------- | -------------------------------------------- |
| Herreneinzel | SH6       | Niall McVeigh                                  | Andrew Martin                         | Oliver Clarke                                | Alexander Mekhdiev                           |
| Herreneinzel | SL3       | Kim Chang-man                                  | Pascal Wolter                         | Pramod Bhagat                                | Hsu Jen-Ho                                   |
| Herreneinzel | SL4       | Lin Cheng-Che                                  | Ashuthosh Dubey                       | Raúl Anguiano Araujo                         | Andrujit Pal                                 |
| Herreneinzel | SU5       | Cheah Liek Hou                                 | Bartłomiej Mróz                       | Raj Kumar                                    | Wei Ming Tay                                 |
| Herreneinzel | WH1       | Lee Sam-seop                                   | Thomas Wandschneider                  | Seiji Yamami                                 | Pawel Popow                                  |
| Herreneinzel | WH2       | Kim Jung-jun                                   | Kim Kyung-hoon                        | Ho Yuen Chan                                 | Trương Ngọc Bình                             |
| Dameneinzel  | SH6       | Rachel Choong                                  | Rebecca Bedford                       | Emma Farnham                                 | -                                            |
| Dameneinzel  | SL3/4     | Parul Dalsukhbhai Parmar                       | Helle Sofie Sagøy                     | Chanida Srinavakul                           | Katrin Seibert                               |
| Dameneinzel  | SU5       | Mamiko Toyoda                                  | Akiko Sugino                          | Julie Thrane                                 | Zehra Baglar                                 |
| Dameneinzel  | WH1       | Karin Suter-Erath                              | Son Ok-cha                            | Elke Rongen                                  | Sujirat Pookkhum                             |
| Dameneinzel  | WH2       | Lee Sun-ae                                     | Emine Seçkin                          | Gertrud Salewski                             | Yoko Egami                                   |
| Herrendoppel | SL3       | Pramod Bhagat Manoj Sarkar                     | Taku Hiroi Tokiashi Suenaga           | Hoang Pham Thang Phạm Đức Trung              | Siddanna Sahukar Stephen Prakash             |
| Herrendoppel | SL4       | Chawarat Kittichokwattana Adisak Saengarayakul | Chee Wai Chong Bakri Omar             | Antony Forster Jan-Niklas Pott               | Lin Cheng-Che Lin Yung-Chang                 |
| Herrendoppel | SU5       | Suhaili Laiman Cheah Liek Hou                  | Bartłomiej Mróz İlker Tuzcu           | Kelvin Pung Wai Hwa Wei Ming Tay             | Gen Shogaki Tetsuo Ura                       |
| Herrendoppel | WH1       | David Toupé Thomas Wandschneider               | Avni Kertmen Lee Sam-seop             | Osamu Nagashima Seiji Yamami                 | Pawel Popow Juri Stepanow                    |
| Herrendoppel | WH2       | Kim Jung-jun Kim Kyung-hoon                    | Gobi Ranganathan Martin Rooke         | Trương Ngọc Bình Dumnern Junthong            | Ho Yuen Chan Sanjeev Kumar                   |
| Damendoppel  | SL3-4/SU5 | Helle Sofie Sagøy Katrin Seibert               | Nipida Saensupal Chanida Srinavakul   | Wannaphatdee Kamtam Parul Dalsukhbhai Parmar | -                                            |
| Damendoppel  | WH1/2     | Son Ok-cha Lee Sun-ae                          | Sujirat Pookkhum Karin Suter-Erath    | Valeska Knoblauch Elke Rongen                | Yoko Egami Rie Ogura                         |
| Mixed        | SH6       | Andrew Martin Rachel Choong                    | Jack Shephard Rebecca Bedford         | Luke Irvine Emma Farnham                     | -                                            |
| Mixed        | SL3-4/SU5 | Peter Schnitzler Katrin Seibert                | Adisak Saengarayakul Nipida Saensupal | Manoj Sarkar Parul Dalsukhbhai Parmar        | Chawarat Kittichokwattana Chanida Srivanakul |
| Mixed        | WH1       | Jakarin Homhaul Sujirat Pookkhum               | Lee Sam-seop Son Ok-cha               | Young-Chin Mi Valeska Knoblauch              | Thomas Wandschneider Karin Suter-Erath       |
| Mixed        | WH2       | Kim Kyung-hoon Lee Sun-ae                      | Avni Kertmen Emine Seçkin             | Seiji Yamami Yoko Egami                      | Osamu Nagashima Rie Ogura                    |
| Doppel       | SH6       | Oliver Clarke Andrew Martin                    | Krysten Coombs Jack Shephard          | Mark Joseph Dharmai Alexander Mekhdiev       | Rachel Choong Rebecca Bedford                |